# Cocalzinho de Goiás
Cocalzinho de Goiás är en kommun i Brasilien.   Den ligger i delstaten Goiás, i den centrala 
Omgivningarna runt Cocalzinho de Goiás är huvudsakligen savann. Runt Cocalzinho de Goiás är det glesbefolkat, med 9 invånare per kvadratkilometer.